# HTTP lokacija
HTTP lokacija je deo zaglavlja koji se vraća kao odgovor HTTP servera u dva slučaja:
1. Da zatraži od Internet pregledača da učita drugu veb stranicu. U tom slučaju, lokaciono zaglavlje treba da bude poslato sa statusnim kodom tipa 3xx. On se prosleđuje kao deo odgovora servera kada je URI: privremeno premešten ili trajno premešten.
2. Da prikupi informacije o lokaciji novo-kreiranog resursa. U ovom slučaju, lokaciono zaglavlje bi trebalo da bude poslato sa HTTP statusnim kodom 201 ili 202.[1]

Po  2616 (HTTP 1.1) zahteva se kompletan apsolutni URI za preusmeravanje, ali popularni Internet pregledači tolerišu prosleđivanje relativnog URL kao vrednosti za lokaciono zaglavlje. Shodno tome, predstojeća revizija HTTP/1.1 će učiniti relativni URL prihvatljivim.

## Primeri

### Apsolutni URL, primeri
Internet standard zahteva da apsolutni URI bude prosleđen uz lokaciono zaglavlje, što znači da on mora da sadrži shemu (na primer: http:, https:, telnet:, mailto: ) i da poštuje sintaksu i semantiku određenu shemom. Na primer, sintaksa i semantika koje sheme-specific propisuje za HTTP URL zahteva "host" (adresu veb servera) i "apsolutnu putanju", sa opcionim komponentama "port" i "query". U slučaju da nedostaje apsolutna putanja, mora biti navedena kao "/" kada se koristi kao pristupna URI za resurs.
Zahtev klijenta:
```
GET /index.html HTTP/1.1
Host: www.example.com

```

Odgovor servera:
```
HTTP/1.1 302 Found
Location: http://www.example.org/index.php

```

### Relativni URL, primeri
Ovaj primer, koji je nepravilan po trenutnom standardu, određuje apsolutni URI. Ipak, svi popularni pregledači prihvataju relativan URL i to je ispravno po predstojećoj reviziji HTTP/1.1 .
Zahtev klijenta:
```
GET /blog HTTP/1.1
Host: www.example.com

```

Odgovor servera:
```
HTTP/1.1 302 Found
Location: /blog/

```